# Suanpan

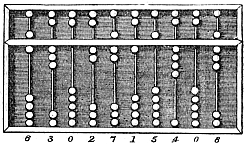
Suanpan. Il numero riprodotto è 6302715408

Il suanpan (算盤T, 算盘S, suànpánP) è un abaco cinese. È utilizzato come strumento di calcolo in notazione decimale e esadecimale.
Su ogni fila sono presenti 7 grani. I cinque inferiori hanno il valore delle unità, mentre i due superiori equivalgono a 5.